# Zewnętrzny dren komorowy
Zewnętrzny dren komorowy (ang. external ventricular drain, EVD) – narzędzie używane w neurochirurgii w leczeniu nadciśnienia śródczaszkowego i wodogłowia w celu przywrócenia normalnego krążenia płynu mózgowo-rdzeniowego. Jest to plastikowy przewód zakładany przez neurochirurga i obsługiwany przez personel medyczny w celu usuwania płynu z komór mózgu, utrzymywania ich w stanie dekompresji i kontrolowania ciśnienia wewnątrzczaszkowego. Dren zewnątrzkomorowy nigdy nie powinien być zakładany pod nieobecność neurochirurga, ponieważ w przypadku uszkodzenia naczynia krwionośnego podczas operacji zakładania drenu może wystąpić krwotok wewnątrzczaszkowy wymagający natychmiastowej interwencji chirurgicznej.
Dren zewnątrzkomorowy, służący do krótkoterminowego kontrolowania ciśnienia płynu mózgowo-rdzeniowego, może zostać przekształcony w sztuczną przetokę mózgową u pacjentów wymagających długoterminowego drenażu.

## Punkt Kochera
Przewód drenu jest najczęściej umieszczany w tzw. punkcie Kochera, tak by ujście kateteru znajdowało się w przednim rogu komory bocznej. Kateter jest standardowo umieszczany po prawej stronie mózgu. Dren zewnątrzkomorowy jest używany do monitorowania ciśnienia u pacjentów z obrażeniami mózgu, krwotokami wewnątrzczaszkowymi i innymi schorzeniami prowadzącymi do wzrostu ciśnienia płynu mózgowo-rdzeniowego. Podczas drenowania komory można usuwać również krew znajdującą się w przestrzeniach wewnątrzkomorowych. Jest to szczególnie istotne, ponieważ krew zalegająca w komorach stanowi czynnik drażniący dla tkanek mózgowych i może powodować takie komplikacje jak skurcz naczyń krwionośnych mózgu.

## Opieka nad pacjentami z zewnętrznym drenażem komorowym
Ciśnienie w drenie zewnątrzkomorowym jest kalibrowane w punkcie odniesienia, który znajduje się przeważnie na wysokości koziołka ucha. Ciśnienie w drenie jest ustalane przez pracownika medycznego, przeważnie neurochirurga, przy pomocy biurety. Poziom, względem punktu odniesienia, na którym umieszczony jest dren wpływa na drenaż płynu mózgowo-rdzeniowego na zasadzie ciśnienia hydrostatycznego. Ciśnienie kolumny płynu w drenie przed przeprowadzeniem drenażu musi być większe niż ciężar płynu znajdującego się w komorze. Istotne jest, aby członkowie rodziny i inni odwiedzający zrozumieli, że pozycja głowy pacjenta na łóżku nie może być zmieniana bez pomocy ze strony pracowników medycznych.
Przykładowe polecenie dla osoby obsługującej dren może brzmieć: „unieś dren zewnątrzkomorowy do 15 cm H2O powyżej śródmózgowia, otwórz dren, sprawdzaj i zapisuj drenaż płynu mózgowordzeniowego i ciśnienie wewnątrzczaszkowe co godzinę. Mózgowe ciśnienie perfuzyjne (CPP) może być obliczone na podstawie danych otrzymanych z drenu zewnątrzkomorowego i obwodowego ciśnienia krwi. By obliczyć CPP należy odjąć ciśnienie śródczaszkowe (ICP) od wartości średniego ciśnienia tętniczego (MAP).
CPP = MAP – ICP

## Komplikacje
Drenaż zewnątrzkomorowy jest procedurą inwazyjną, która może wiązać się z licznymi komplikacjami w trzech podstawowych obszarach:

### Krwawienie
Często występuje wzdłuż szlaku wprowadzenia kateteru lub w obszarze opon mózgowych. Jeśli przebicie opony twardej nie powiedzie się, może wystąpić wtórne krwawienie, tzw. krwotok zarówno zewnątrz- jak i wewnątrztwardówkowy. Taka sytuacja, jako zagrażająca życiu, kwalifikuje się do natychmiastowej interwencji neurochirurgicznej. Najniebezpieczniejszą komplikacją związaną z krwawieniem jest możliwość przeprowadzenia kateteru przez naczynie krwionośne o nietypowym przebiegu lub przez istniejący już krwiak. W przypadku wystąpienia takiej komplikacji, ryzyko śmierci (która może wystąpić natychmiastowo) wzrasta znacząco. Ryzyko krwotoku jest zwiększone u pacjentów cierpiących na koagulopatię.

### Komplikacje mechaniczne
Mogą wystąpić następujące komplikacje mechaniczne:
- obstrukcja (zamknięcie)

Obstrukcja występuje najczęściej w związku z zatkaniem drenu przez skrzep lub inny włóknisty materiał lub na skutek skręcenia się przewodu drenującego. W związku ze wzrostem ciśnienia wewnątrzczaszkowego podczas obstrukcji drenu, mózg może ulec opuchnięciu prowadzącemu do nieodwracalnych uszkodzeń. Personel medyczny zajmujący się pacjentami z założonym drenażem jest zobowiązany do częstego poprawiania i przepłukiwania kateterów by uniknąć wystąpienia obstrukcji. Ciśnienie równowagowe w drenie ustalane jest na podstawie wypływu płynu mózgowo-rdzeniowego, ciśnienia wewnątrzczaszkowego, wyników obrazowania aktywności mózgu (np. rezonans magnetyczny) i obserwacji pacjenta.
- migracja (przemieszczenie)

Podczas zakładania drenu jest on wprowadzany podskórnie I zakotwiczany przy pomocy szwów. Często jednak dochodzi do obruszania lub przemieszczenia się drenu. Prowadzi to do przemieszczenia się końcówki drenu wewnątrz mózgu co może skutkować zaburzonymi odczytami ciśnienia wewnątrzczaszkowego lub skręcenia się przewodu.
- infekcja

Dren jest ciałem obcym wprowadzonym do ludzkiego organizmu, może więc służyć przeniesieniu do wnętrza ciała mikroorganizmów patogennych i wynikającej z tego infekcji.

### Neurologiczne
Choć niewiele komplikacji neurologicznych zostało stwierdzonych, Chai i in. wykryli związek między wystąpieniem u pacjenta śpiączki a nieprawidłowym umiejscowieniem drenu zewnątrzkomorowego. W opisanym przypadku kateter został wprowadzony zbyt głęboko do komory czwartej. Autorzy sugerowali, że śpiączka pacjenta była wynikiem podrażnienia pobudzającej części układu siatkowatego. Pacjent odzyskał przytomność po dopasowaniu drenu.